# Joseph Pâris Duverney
Pour les articles homonymes, voir Joseph Paris, Paris (homonymie) et Duverney.
Joseph Pâris dit Duverney ou Du Verney ou Du Vernay (ce suffixe lui viendrait d'une terre située à Moirans au lieu-dit « les Vernes » et ayant appartenu à sa famille), né le 10 avril 1684 à Moirans (Isère) et mort le 17 juillet 1770 à Paris, est un financier français.

## Biographie
Troisième des quatre frères Pâris, il les rejoint à Paris dès 1701, à l'âge de 17 ans. Après un bref passage dans les gardes françaises, Joseph Pâris-Duverney suit l'exemple de ses aînés en prenant en charge les approvisionnements aux armées. 
Garde-magasin à Mons puis directeur général des vivres de 1706 à 1709, il devient munitionnaire général en 1710 et se porte acquéreur du bail de la ferme générale des tabacs en 1714, puis, avec ses frères, du bail de la ferme générale en 1718. C'est à cette époque qu'il prend part au grand projet de mise en valeur de la colonie française de Louisiane. Les frères Pâris obtiennent une concession non loin de La Nouvelle Orléans et établissent une plantation dans ce lointain territoire. Très critique envers le système de Law, la fratrie est exilée en Dauphiné en juin 1720, un mois avant que n'éclate le krach financier. Appuyés par Antoine Crozat et Samuel Bernard, deux autres ex-financiers de Louis XIV, les frères Pâris s'attachent à régler les suites de la faillite du système de Law et Pâris-Duverney dirige en particulier l'opération du visa. 
En décembre 1721, Duverney  acquiert la seigneurie de Plaisance, sur la paroisse de Nogent-sur-Marne et, à compter de 1735, entreprend la reconstruction du château pour en faire un lieu d'habitation plus conforme à ses goûts. 
Il fait construire son hôtel particulier rue Saint-Antoine, l'hôtel des Vivres.
Sous le ministère du duc de Bourbon dont il est secrétaire des commandements, il bénéficie du soutien de la marquise de Prie et propose un nouvel impôt, le cinquantième et de nombreux édits, autant de mesures qui suscitent l'opposition du Parlement de Paris et d'une partie de la noblesse. 
Une tentative d'assassinat suivie d'une nouvelle disgrâce, en 1726, seront les conséquences d'une impopularité grandissante. Objet d'une lettre de cachet, Joseph Pâris-Duverney passera 18 mois dans les geôles de la Bastille. Il sera relaxé en 1728 mais cette expérience laissera des traces sur ce grand commis de l'État. Joseph se retire sur des terres acquises en Champagne et entretient une correspondance suivie avec Voltaire. 
Pâris-Duverney retrouve les arcanes du pouvoir par le biais des affaires militaires durant la guerre de Succession de Pologne. Il est administrateur général des subsistances de 1736 à 1758 : ce poste et son réseau lui permettent d'exercer une influence notable sur les choix politiques du Royaume. À cette époque, son organisation du visa de 1721 et sa politique monétaire des années 1724-1726 ayant été mises en cause par les Réflexions politiques sur les finances et le commerce, de l'économiste Nicolas Dutot, il se défend en dictant à son ex-caissier, François Deschamps, un ouvrage en deux volumes qu'il fait publier à La Haye en 1740 : l' Examen du livre intitulé réflexions politiques sur les finances et le commerce.

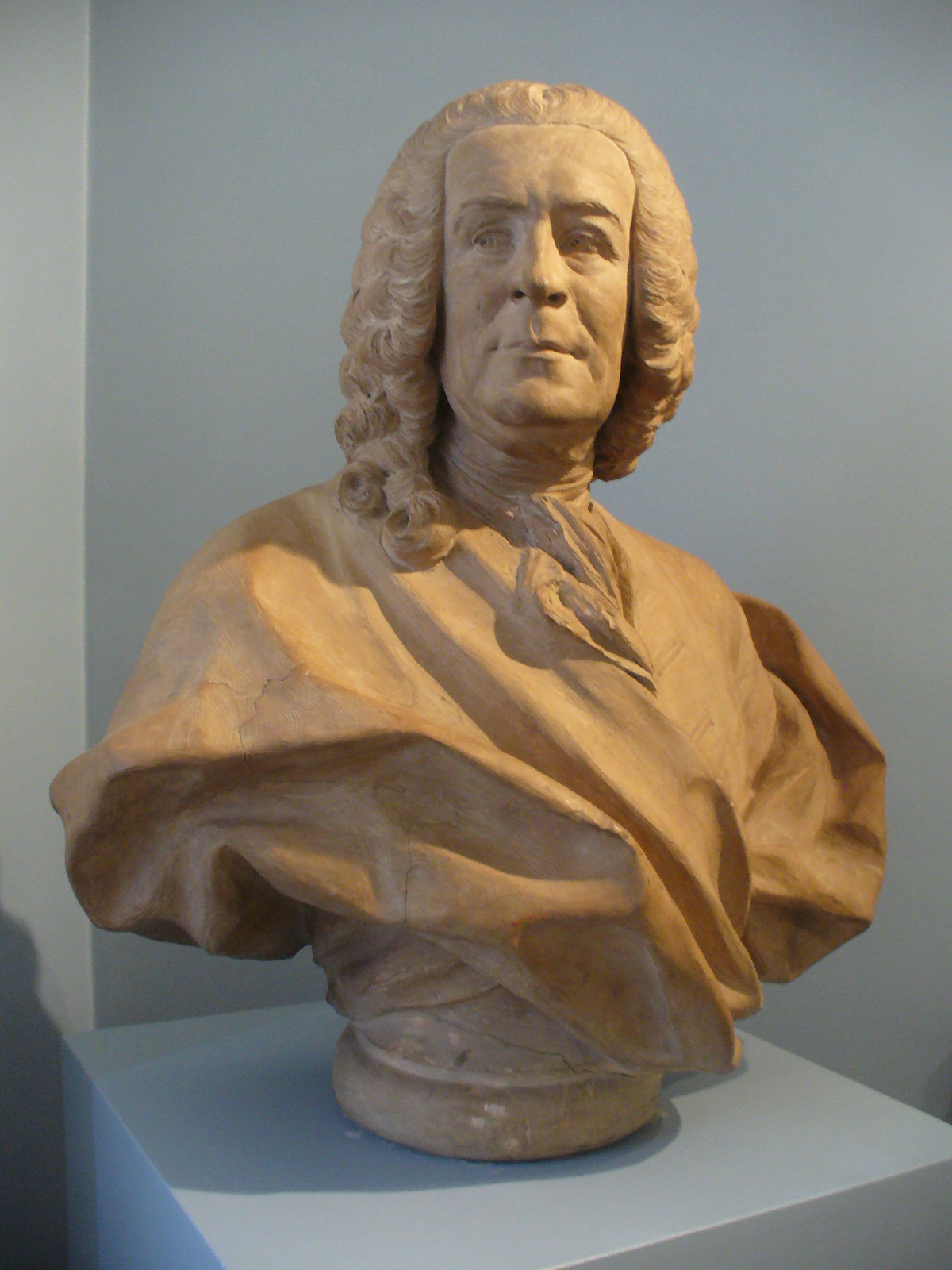
Buste de Pâris-Duverney.

Jules Michelet a laissé de lui le portrait suivant : 
« le vainqueur de Law, le chiffreur obstiné, le maître de Barême, le rude chirurgien de l'opération du Visa, n'était pas un homme ordinaire. [...] il emplit tout un siècle de son activité. Montagnard, soldat, fournisseur, il eut toute sa vie l'air d'un grand paysan, sauvage et militaire. La Pompadour l'appelait : « Mon grand nigaud. » Au fond il aimait les affaires pour les affaires bien plus que pour l'argent. Il mania des milliards et laissa une fortune médiocre. Nul souci des honneurs. Il ne prit d'autres titres que celui de secrétaire des commandements de M. le duc [de Bourbon] ». (op. cit. p. 25)
On lui doit la création de l'École militaire, dont il est le premier intendant. Il est, depuis 1760, le protecteur et le créancier de Beaumarchais qu'il initie au monde des affaires en échange de faveurs auprès de la Cour et de missions commerciales et financières, à l'exemple de celle dont le jeune homme s'acquitte en 1764 en Espagne. 
Il épouse Louise Ulrique Éléonore Jacquin. De leur union naît une fille unique, Louise Michelle Pâris (décédée en 1752), qui épouse en 1744 Louis Marquet, receveur général des finances de la généralité de Lyon puis de Bordeaux ; ils ont deux garçons et trois filles.
Pâris-Duverney meurt à l'âge de quatre-vingt-sept ans. Il est inhumé dans la chapelle de l'École militaire. Il choisit pour légataire universel son arrière-petit-neveu Alexandre de Falcoz, comte de La Blache qui, du fait de cette succession, entrera en procès avec Beaumarchais (voir l'affaire Goëzman).

## Notices biographiques
- Antoine Paris
- Claude Paris la Montagne
- Jean Paris de Monmartel

## Sources
- Giacomo Casanova de Seingalt, Mémoires, Paris, Garnier frères, 1880, t. III, p. 355-6
- Voltaire, Histoire du parlement de Paris, chapitre LXI
- Portraits historiques, par Pierre Clément